# Sammi Hanratty
Samantha "Sammi" Hanratty (Scottsdale, 20 september 1995) is een Amerikaanse actrice en zangeres.
Sammi dient tegenwoordig als ambassadrice voor de Starlight Children’s Foundation, met het aanmoedigen van andere jonge mensen om hun tijd, energie en middelen meer te besteden aan het helpen van andere kinderen en het werken met Starlight om zieke kinderen fijne dagen te geven tijdens hun ziek zijn.

## Biografie
Hanratty is geboren in Scottsdale, Arizona als de jongste in een gezin met vijf meiden. Zij is net zoals haar oudere zussen Danielle Hanratty en Ash Hanratty een actrice. In 1997, verhuisde het gezin naar Los Angeles en, in 2001, ontmoette haar moeder een agent voor het boeken van baantjes in de showbizz, waaronder een commercial voor Oil of Olay. Hanratty deed ook een commercial voor Pringles wat haar de bijnaam "Pringles Girl" gaf. Ze heeft op YouTube een hit genaamd Finally a Teen. Ze is net zoals haar familie gelovig en Hanratty zegt dat ze god elke dag bedankt voor het zegenen van haar dag.
Hanratty verscheen in verschillen films en televisieseries, waaronder de televisiefilm Hello Sister, Goodbye Life, samen met Lacey Chabert. In 2006 speelde ze in seizoen 2 en 3 van The Suite Life of Zack and Cody de rol van Holly, een klein meisje wier vader een oplichter is en ooit in het Tipton heeft verbleven. In 2007 verscheen ze in de miniserie Desperation en had ze een kleine rol in Pirates of the Caribbean 2. Ze heeft een rol in de actiedramaserie The Unit met haar zus Danielle. Datzelfde jaar werd The Santa Clause 3 gefilmd, waarin ze een elf Glenda speelt.

## Muziek
| Jaar | Titel          | Opmerkingen |
| ---- | -------------- | ----------- |
| 2009 | Finally a Teen |             |

## Prijsnominaties
| Jaar | Award              | Categorie                                                                                          | Film of serie                   |
| ---- | ------------------ | -------------------------------------------------------------------------------------------------- | ------------------------------- |
| 2007 | Young Artist Award | Beste Performance in een TV Serie (Comedy of Drama) - Gastrol jonge actrice                        | The Suite Life of Zack and Cody |
| 2007 | Young Artist Award | Beste Performance in een TV film, Miniseries of Special (Comedy of Drama) - Hoofdrol jonge actrice | Hello Sister, Goodbye Life      |
| 2008 | Young Artist Award | Beste Performance in een TV Series - Structureel jonge actrice                                     | The Suite Life of Zack and Cody |